# Ivanivka, Nikopol
Ivanivka (în ucraineană Іванівка) este un sat în comuna Pavlopillea din raionul Nikopol, regiunea Dnipropetrovsk, Ucraina.

## Demografie
Componența lingvistică a localității Ivanivka
     Ucraineană (94,44%)
     Rusă (2,78%)
Conform recensământului din 2001, majoritatea populației localității Ivanivka era vorbitoare de ucraineană (94,44%), existând în minoritate și vorbitori de rusă (2,78%) și polonă (1,39%).